# Буроспинный личинкоед-свистун
Буроспинный личинкоед-свистун (лат. Lalage sharpei) — вид воробьиных птиц из семейства личинкоедовых (Campephagidae). Выделяют два подвида. Эндемик Самоа.

## Описание
Буроспинный личинкоед-свистун достигает длины 13 см. Половой диморфизм не выражен У взрослых особей номинативного подвида лоб и верхняя часть головы до основания глаз, а также затылок, мантия, спина и лопатки коричневые с более тёмными стержнями перьев. Надхвостье и кроющие перья хвоста более тёмные, оливково-коричневые. Крылья черновато-коричневые, все кроющие перья крыла и маховые перья с узкой беловатой каймой, внешние края больших кроющих перьев и маховых перьев от охристо-коричневого до рыжевато-коричневого цвета. Рулевые перья коричневые с бледными кончиками; кроющие перья ушей и боковые стороны шеи рыжевато-коричневые с полосами коричневого цвета. Нижняя часть тела белого цвета с желтовато-коричневым оттенком и неровными полосами тёмно-коричневого цвета на шее, груди и боках. Радужная оболочка белая; клюв ярко-красновато-оранжевый, ноги тёмно-коричневые. Окраска оперения молодых и неполовозрелых особи не описана. Окраска оперения у подвида L. s. tenebrosa на верхней стороне тела и кроющих перьях крыла значительно темнее, чем у представителей номинативного подвида, иногда почти черноватая на кроющих перьях ушей и шее; нижняя часть испещрена полосками значительно интенсивнее.
Вокализация представлена тонкой, писклявой, восходящей или нисходящей трелью. В дополнение к этой трели, которая, вероятно, является скорее позывкой, чем песней, раздается короткий звук, обычно состоящий из пяти чётких нот: «twee-twee-twee-twee-twee». Также описано несколько других звуков во время поиска пищи.

## Места обитания
Буроспинный личинкоед-свистун обитает в первичных тропических лесах и вторичных лесах, на лесных опушках; редко на пастбищах для крупного рогатого скота с подлеском и деревьями, а также на плантациях с небольшим количеством постоянных домов. Встречается на высоте от 200 до 600 м над уровнем моря.

## Биология
Буроспинный личинкоед-свистун питается фруктами и беспозвоночными. Передвигается довольно медленно, собирая пищу с листьев кустарников и деревьев. Часто добывает пищу в кронах самых высоких деревьев и редко или никогда не появляется на земле. Биология размножения не описана.

## Подвиды
Выделяют два подвида:
- Lalage sharpei sharpei Rothschild, 1900 — Самоа (остров Уполу)
- Lalage sharpei tenebrosa Mayr & Ripley, 1941 — Самоа (остров Савайи)